# Consejo Global de la Energía Eólica
El Consejo Global de Energía Eólica (GWEC) se estableció en 2005 para proporcionar un foro para todo el sector de la energía eólica a nivel internacional. La misión de GWEC es asegurar que la energía eólica se establezca como una de las fuentes de energía líderes en el mundo, proporcionando beneficios ambientales y económicos sustanciales.
Un nuevo informe presentado por el Consejo Global de Energía Eólica predice que, a pesar de las dificultades temporales de la cadena de suministro, los mercados eólicos internacionales continuarán con su fuerte crecimiento. En 2006, la capacidad total instalada de energía eólica aumentó en un 25 % a nivel mundial, generando alrededor de € 18 mil millones (US $ 23 mil millones) en nuevos equipos de generación y elevando la capacidad mundial de energía eólica a más de 74 GW. Si bien la Unión Europea sigue siendo el mercado líder en energía eólica con más de 48 GW de capacidad instalada, otros continentes como América del Norte y Asia se están desarrollando rápidamente.